# 伊桑·迪亞茲
伊桑·賽維爾·迪亞茲（1996年5月27日—）為美國職棒大聯盟的二壘手，目前效力於堪薩斯市皇家。他先前曾效力於馬林魚、巨人與老虎等隊。

## 早年
迪亞茲出生於波多黎各巴亚蒙，四歲時舉家遷至美國麻州斯普林菲尔德。由父親勞爾啟蒙棒球運動，迪亞茲在小學時初次造訪棒球名人堂，自此奠定邁向職棒的志向。

## 職業生涯

### 亞利桑那響尾蛇
2014年美國職棒大聯盟選秀，響尾蛇在第二輪70順位選進了迪亞茲。而他最後選擇與球隊簽約。他在新人聯盟的打擊率為1成87，3轟21分打點。
2015年，他在新人聯盟的開拓者聯盟打球。他在7月獲選為響尾蛇的單月最佳小聯盟球員。最後他在這一年出賽68場比賽，就以打擊率3成60，13轟51分打點的成績強勢奪下開拓者聯盟的MVP。大聯盟官網更是將迪亞茲評為響尾蛇小聯盟的最佳明星游擊手。

### 密爾瓦基釀酒人
2016年1月30日，響尾蛇用迪亞茲、Chase Anderson和艾倫·希爾以及現金向釀酒人隊交易金恩·塞古拉與Tyler Wagner。該年他在1A出賽135場比賽，打擊率為2成64，20轟75分打點。他獲選為釀酒人小聯盟的最佳球員，而他還到了亞利桑那秋季聯盟比賽。2017年，他升上高階1A。不過該年他的表現比較掙扎，出賽110場比賽，打擊率僅2成22，13轟54分打點。

### 邁阿密馬林魚
2018年1月25日，釀酒人用迪亞茲、路易斯·布林森、Monte Harrison和山本喬丹向馬林魚隊交易克里斯蒂安·葉力奇。這一年大聯盟官網將迪亞茲評為馬林魚最佳新秀排行第8名。迪亞茲從2A開季，並在7月升上3A。該年他在小聯盟的打擊率為2成32，13轟56分打點。2018年9月，迪亞茲進入馬林魚的40人名單，不過他並未升上大聯盟。2019年，他從3A開季。該年他還入選未來之星明星賽。
2019年8月5日，迪亞茲升上大聯盟。他在初登板面對大都會強投賈寇伯·迪格隆就擊出全壘打，讓他生涯首安、首轟和首分打點同時到手。該年他的打擊率為1成73，5轟23分打點。

### 舊金山巨人
2022年4月30日，馬林魚將迪亞茲交易到巨人，換來一名日後指定球員。2022年，迪亞茲都待在3A，並繳出2成75的打擊率，敲出23轟與61分打點。
2023年，迪亞茲從3A開季。6月23日，他成功回到大聯盟。

### 底特律老虎
2023年8月7日，老虎從讓渡名單選走迪亞茲，並將其指派到3A。他只在大聯盟出賽2場，5個打數無安打。他在8月27日被下放到3A，隔天遭到釋出。

## 外部連結
- 球員資訊和成績在MLB ，ESPN ，Retrosheet ，Baseball Reference ，Baseball Reference (Minors) ，Fangraphs ，The Baseball Cube （英文）
- 伊桑·迪亞茲的X（前Twitter）